# Mongólia a 2002. évi téli olimpiai játékokon
Mongólia az egyesült államokbeli Salt Lake Cityben megrendezett 2002. évi téli olimpiai játékok egyik részt vevő nemzete volt. Az országot az olimpián 2 sportágban 4 sportoló képviselte, akik érmet nem szereztek.

## Rövidpályás gyorskorcsolya
Férfi
| Versenyző                | Versenyszám | Előfutam | Előfutam | Negyeddöntő | Negyeddöntő | Elődöntő | Elődöntő | B döntő | B döntő | Döntő   | Döntő   | Helyezés |
| Versenyző                | Versenyszám | Idő      | Hely.    | Idő         | Hely.       | Idő      | Hely.    | Idő     | Hely.   | Idő     | Hely.   | Helyezés |
| ------------------------ | ----------- | -------- | -------- | ----------- | ----------- | -------- | -------- | ------- | ------- | ------- | ------- | -------- |
| Ganbatyn Jargalanchuluun | 500 m       | 52,225   | 4.       | kiesett     | kiesett     | kiesett  | kiesett  | kiesett | kiesett | kiesett | kiesett | 29.      |
| Battulgyn Oktyabri       | 1000 m      | 1:47,213 | 4.       | kiesett     | kiesett     | kiesett  | kiesett  | kiesett | kiesett | kiesett | kiesett | 28.      |

## Sífutás
Férfi
| Versenyző               | Versenyszám | Eredmény | Helyezés |
| ----------------------- | ----------- | -------- | -------- |
| Jargalyn Erdenetülkhüür | 15 km       | 45:54,7  | 63.      |

Női
| Versenyző        | Versenyszám            | 5 km klasszikus | 5 km klasszikus | 5 km szabad | 5 km szabad | Helyezés |
| Versenyző        | Versenyszám            | Idő             | Hely.           | Időhátrány  | Idő         | Helyezés |
| ---------------- | ---------------------- | --------------- | --------------- | ----------- | ----------- | -------- |
| Davaagiin Enkhee | 5 + 5 km üldözőverseny | 17:20,3         | 68.             | kiesett     | kiesett     | kiesett  |